# 노우자르
노우자르(페르시아어: نُوذَر)는 샤나마의 인물이다. 그는 마누세르의 아들로 그의 부왕의 사후에 이란의 왕이 되었다. 그의 7년의 치세는 전투에서 아프라시아브에 의해 피살되어 끝났다. 
그는 아베스타에서도 언급된다. 그는 위대한 전사요 영웅이다. 수많은 미래 전사들이 그들의 근원을 그로 추적하였다. 그리하여 페르시아의 전사들은 노우자리안으로 불린다. 